# قاعة دراسة جوجل
قاعة دراسة جوجل هي خدمة ويب مجانية. يتم تطويرها من قبل جوجل، للمدارس، والجامعات، وهي أداة، بسيطة، وسهلة الاستخدام تساعد المُعلمين، على إدارة مهام الدورات التدريبية. والهدف منها تسهيل إنشاء الواجبات، وتوزيعها، وتصنيفها، وتصنيفها بشكل غير ورقي. والغرض الأساسي من قاعة دراسة جوجل هو تبسيط عملية مشاركة الملفات بين المعلمين والطلاب.
تجمع قاعة دراسة جوجل، العديد من تطبيقات جوجل الأخرى مثل جوجل درايف، الذي يتم استخدامه لإنشاء الواجبات، وتوزيعها، ومحرر المستندات لجوجل، وجداول البيانات، والعروض التقديمية للكتابة، وجي ميل للاتصال، وتقويم جوجل للجدولة. وتتيح تطبيقات الجوال، المتوفرة لأنظمة آي أو إس، وآندرويد للمستخدمين التقاط الصور وإرفاقها مع الواجبات، ومشاركة الملفات من التطبيقات الأخرى، والوصول إلى البيانات في وضع عدم الإتصال بالإنترنت.
ويمكن دعوة الطلاب للانضمام إلى فصل دراسي بواسطة رمز أو كود خاص، أو إستيراده تلقائيًا من نطاق المدرسة. ويقوم كل فصل بإنشاء مجلد منفصل في جوجل درايف، الخاص بالمستخدم المقصود، حيث يمكن لكل طالب إرسال العمل أو الواجب ليتم تقييمه بواسطة المدرس أو المسؤول عن التقييم وتصحيح الواجبات، ويتيح التطبيق أيضًا للمدرسين، مراقبة التقدم، لكل طالب بشكل منفرد، وبعد مراجعه عمل الطالب، يمكن للمدرس إعادة العمل مع التعليقات عليه.

## التاريخ

### الإعلان
تم الإعلان عن قاعة دراسه جوجل، في 6 مايو 2014، مع نسخه تجريبيه متاحة لبعض أعضاء برنامج جي سويت للتعليم من جوجل لمعاينه البرنامج. وقد تم إصدار (قاعة دراسة جوجل)، علنًا في 12 أغسطس 2014.

### عام2015
أعلنت جوجل، عن قاعة دراسه جوجل واجهة برمجة التطبيات، وزِر مشاركة لمواقع الويب، مما يسمح لمسؤولي المدارس، والمطورين، بالمزيد من التفاعل مع قاعة دراسه جوجل. أيضًا في عام 2015، قامت جوجل بدمج جوجل كاليندر، في قاعة دراسه جوجل، لإضافه بعض المميزات مثل، تواريخ إستحقاق المهمة، والرحلات الميدانية، والمتحدثين في الفصل.

### عام2017
قامت جوجل بفتح قاعة دراسه جوجل، لتسمح لأي مستخدم شخصي من جوجل، بالانضمام إلى الفصول الدراسية، دون الحاجة إلى امتلاك حساب جي سويت، وفي أبريل من نفس العام، أصبح من الممكن لأي مستخدم شخصي في جوجل، إنشاء وتعليم صف.

### عام2018
أعلنت جوجل، عن تحديث للفصل الدراسي، وإضافة قسم للصف الدراسي، وتحسين واجهة الدرجات، والسماح بإعادة استخدام، الواجب الدراسي، من الفصول الدراسية الأخرى، وإضافة مميزات للمدرسين، لتنظيم المحتوى حسب الموضوع.

### عام2019
قدمت جوجل، ثمان وسبعون، موضوعًا، توضيحيًا، جديدًا، وأختيار، سحب، أو إسقاط، الموضوعات، والواجبات، في قسم الواجب الدراسي.

## المميزات
خِدمة قاعة دراسة جوجل متاحة بـ 42 لغة مختلفة من بينها اللغة العربية، وتعمل على الهواتف الذكية والأجهزة اللوحية إضافة للحواسب الشخصية. وتربط قاعة دراسه جوجل، بين جوجل درايف، ومحرّر مستندات جوجل، وجداول بيانات جوجل، وعروض جوجل التقديمية، و جي ميل، معًا، لمساعدة المؤسسات التعليمية، في الانتقال إلى نظام، غير ورقي.
ولقد تم دمج تقويم جوجل، في وقت لاحق، للمساعدة في تحديد تواريخ إستحقاق المهمة، والرحلات الميدانية، والمتحدثين في الفصل. ويمكن دعوة الطلاب إلى الفصول الدراسية، من خلال قاعدة بيانات المؤسسة، بواسطة رمز خاص، يمكن بعد ذلك إضافته، في واجهة مستخدم الطالب، أو إستيراده، تلقائيًا من نطاق المدرسة.
ينشئ كل فصل، (تم إنشاؤه باستخدام قاعة دراسه جوجل) مجلدًا منفصلاً، في جوجل درايف، للمستخدم المطلوب، حيث يمكن للطالب إرسال العمل، لتتم مراجعته، بواسطة المدرس.

### الواجبات
يتم تخزين الواجبات، وتصنيفها، ضمن مجموعة التطبيقات الإنتاجية، من جوجل، التي تسمح، بالتعاون، بين المدرس، والطالب، أو طالب مع طالب آخر. وبدلاً من مشاركة المستندات، الموجودة على جوجل درايف، للطالب مع المدرس، يتم استضافة الملفات، على جوجل درايف، للطالب وبعدها يتم تقديمها للمراجعة من قبل المدرس.
يمكن للمدرسين، اختيار ملف، يمكن معالجته، كقالب، حتى يتمكن كل طالب، من تحرير نسخته الخاصة، ثم العودة مجدداََ، للحصول على التصحيح، بدلاً من السماح، لجميع الطلاب، بعرض نفس المستند، أو النسخة، و تحريرها. يستطيع الطالب أيضًا اختيار إرفاق مستندات، إضافية، من جوجل درايف، إلى الواجب.
وتوفر قاعة دراسة جوجل أيضا إمكانية التصحيح المباشر بحيث يقوم الطالب بحل الواجب وإرساله إلى المعلم مباشرةََ بطريقة إلكترونية.

### وضع العلامات
تدعم قاعة دراسه جوجل، العديد من مخططات الدرجات المختلفة. وتوفر للمدرسين، إخيار إرفاق الملفات بالواجب، الذي يمكن للطلاب، عرضه، أو تحريره، أو الحصول على نسخة فردية. يمكن للطلاب، إنشاء ملفات، ثم إرفاقها بالواجب، إذا لم يقم المدرس، بإنشاء، نسخة من الملف.
يتوفر للمدرسين خيار مراقبة تقدم كل طالب، في المهام، المطلوبه، حيث يمكنهم تقديم، التعليقات، والتحرير.
يمكن للمدرس، تقييم المهام، التي تم تسليمها، وإعادتها، مع التعليقات، للسماح للطالب، بمراجعة المهمة، والعودة.
بمجرد تقييم المهمة من قبل المدرس، لا يمكن تحريرها، إلا بواسطة المدرس، إلا إذا قام المدرس، بإعادة المهمة مرة أخرى.

### الدرجات
تدعم الخدمة العديد من الطرق لرصد الدرجات للطلاب بطريقة إلكترونية بحتة، فالمعلمين يمتلكون خاصية لرفع ملفات درجات الطلاب على الخدمة؛ فيما يستطيع الطلاب استعراض درجاتهم بشكل مباشر. كما يستطيع المعلم إرسال درجات الطلاب بشكل خاص لكل طالب على حدة، ويستطيع الطلاب التعليق والتواصل مع المعلم حول أي إشكالية تقع في الدرجات. والأهم أن المعلم يستطيع تعديل الدرجات في أي وقت أراد بعد ذلك.

### التواصل
يمكن للمدرسين، نشر الإعلانات، في الفصل الدراسي، الذي يمكن للطلاب، التعليق عليه، مما يسمح بالتواصل، ثنائي الاتجاه، بين المدرس، والطلاب.
يمكن للطلاب أيضًا، النشر في ساحة مشاركات الفصل، ولكن لن تكون ذات أولوية عالية، كإعلان من قبل المدرس، ويمكن الإشراف عليها. يمكن إرفاق أنواع متعددة من الوسائط، من منتجات جوجل، مثل مقاطع فيديو اليوتيوب، وملفات جوجل درايف، بالإعلانات، والمشاركات، لمشاركة المحتوى. يوفر جي ميل أيضًا، خيارات البريد الإلكتروني، للمدرسين، لإرسال رسائل بريد إلكتروني، إلى طالب واحد، أو أكثر، في واجهة قاعة دراسه جوجل. يمكن الوصول إلى قاعة دراسه جوجل، على الويب، أو عبر تطبيقات مثل، أندرويد، و آي أو إس، أو عبر تطبيقات أخرى.

### أرشفة الدورة
تسمح، قاعة دراسه جوجل، للمدرسين، بأرشفة الدورات التدريبية، في نهاية الفصل الدراسي، أو أنتهاء السنة.
عندما تتم أرشفة، الدورة التدريبية، تتم إزالتها، من الصفحة الرئيسية، ووضعها في منطقة (الصفوف المؤرشفة) لمساعدة المدرسين، على إبقاء صفوفهم الحالية منظمة.
عندما تتم أرشفة الدورة التدريبية، يمكن للمدرسين، والطلاب عرضها، ولكن لن يتمكنوا من إجراء، أي تغييرات عليها، حتى تتم استعادتها.

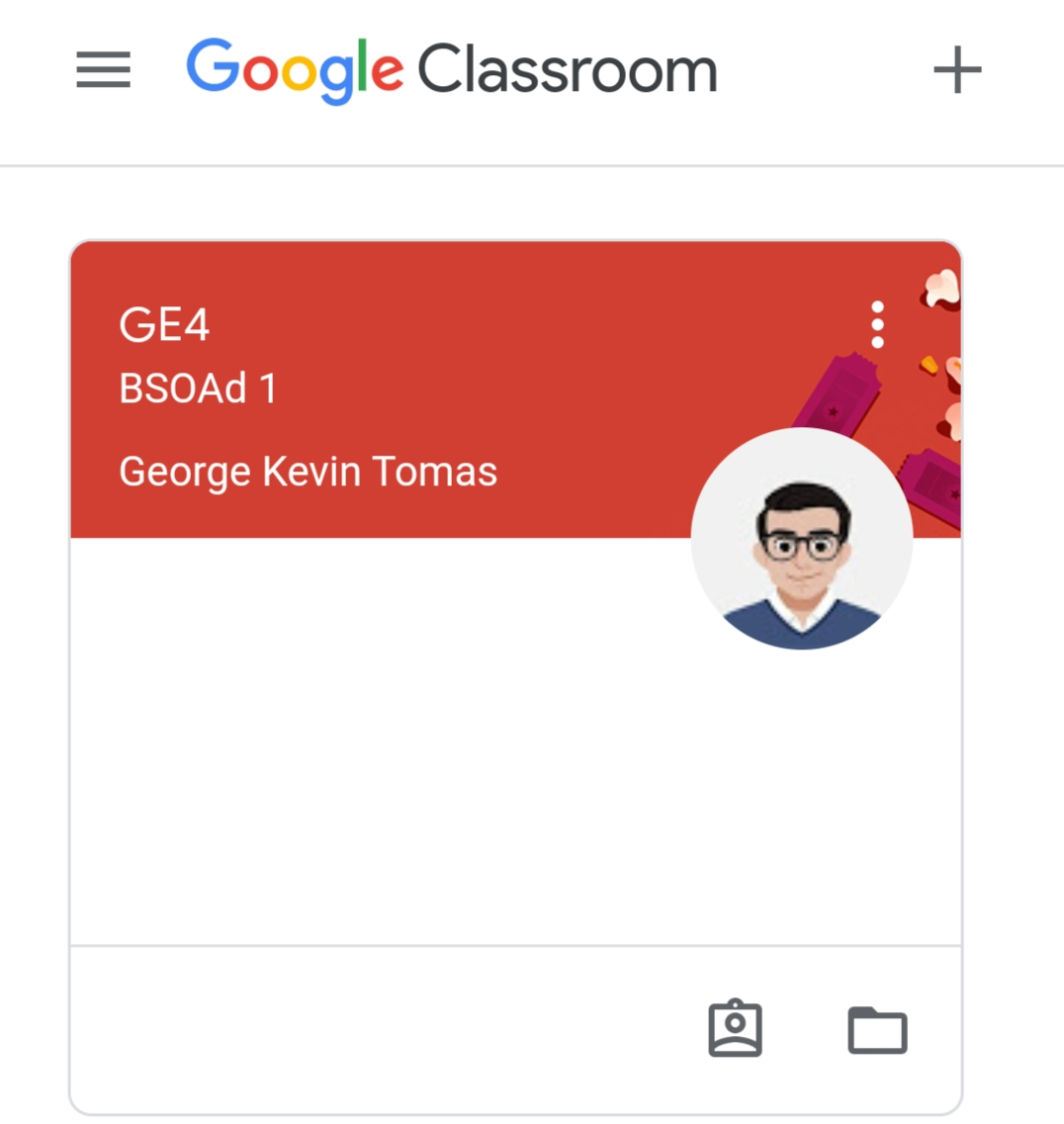
صورة ملف شخصي في قاعة دراسة جوجل

### تطبيقات الهاتف الجوال
تتوفر تطبيقات قاعة دراسه جوجل للجوّال، المقدمة في يناير 2015، لأجهزة آي أو إس، و أندرويد.
تتيح التطبيقات للمستخدمين، من التقاط الصور، وإرفاقها، بمهامهم، ومشاركة الملفات، من التطبيقات الأخرى، ودعم الوصول، في وضع عدم الاتصال.

### خصوصية
على عكس خدمات المستهلكين من جوجل، لا تعرض قاعة دراسه جوجل، كجزء من جي سويت، أي إعلانات، في واجهتها، للطلاب، أو أعضاء هيئة التدريس، والمدرسين، ولا يتم فحص بيانات المستخدم، أو استخدامها لأغراض إعلانية.

## الخصائص
- ترتبط قاعة دراسة جوجل بشكل مباشر مع باقي المواقع المدعومة من قبل جوجل مثل: جوجل كاليندر، جوجل درايف، جوجل دوكس، جي ميل، لتسهيل التعلم الإلكتروني بدون استخدام الاوراق.
- رفع جميع المحاضرات والدروس من خلال قاعة دراسة جوجل، وايضا رفع الفديوات التعليمية.
- سهولة اعطاء الواجبات والمهام، من قبل المدرس.
- سهولة الإجابة على جميع الواجبات وإعادة إرسالها من جديد إلى المدرس.
- تصحيح المهام بكفاءه عالية وإرسال الدرجة مباشرة إلى لطالب.
- يستطيع المدرس الاحتفاظ بإجابات الطلاب في جوجل درايف، واختيار أفضلها كنموذج للإجابة المثالية.
- إتاحة الإتصال المباشر بين الأستاذ والطالب وايضا إمكانية فتح باب النقاش بين الطلاب والمدرس.
- أرشفة الدروس في نهاية العام الدراسي أو عند انتهاء الفصل الدراسي.
- تتوفر خدمة قاعة دراسة جوجل على أجهزة الهاتف النقال التي تدعم أنظمه أندرويد أو أي أو إس.
- لا توجد أي إعلانات داخل البرنامج ولايمكن استخدام بيانات الطلاب لأي أغراض إعلانية.
- الخدمة مجانيه بالكامل وسهله الاستخدام.
- المنصة تدعم اللغة العربيه بشكل كامل
- يمتلك النظام تطبيقاً في الهواتف الذكية لتسهيل الوصول إلى الطلاب والمعلمين.

## استقبال
تم اختبار، صناعة التعليم الإلكتروني، وإجراء مراجعة لقاعة دراسه جوجل، حيث تم تسليط الضوء، على العديد من الجوانب، الإيجابية، والسلبية. وأبرزت المراجعة أن من بين نقاط القوة في قاعة دراسه جوجل، سهولة الاستخدام، وإمكانية الوصول الشاملة، للجهاز، واستخدام جوجل درايف، كطريقة فعالة، للمدرسين، لمشاركة الواجبات، بسرعة وكفاءه عاليه مع الطلاب، ونظام تغذيه المراجعة السريع، بين المدرسين والطلاب. واستخدام منهج العمليات الغير ورقية، الذي يعني، نهاية الطباعة، وتسليم العمل دون الحاجة لها، وربما فقدان العمل بها،
ومن بين عيوب قاعة دراسه جوجل، التي سلتطها المراجعة، تم التركيز على التكامل الكبير، للخدمة لتطبيقات وخدمات جوجل، مع دعم محدود، أو بدون دعم، للملفات، و الخدمات الخارجية، ونقص الاختبارات، والاختبارات الآلية، ونقص الدردشات الحية التي يمكن أن تساعد في محاولات المراجعة.

## نقد
بصفتها شركة ، تم انتقاد، جوجل، بشأن العديد من القضايا المختلفة، بما في ذلك الخصوصية. يركز النقد المحدد، لقاعة دراسه جوجل، بشكل عام، على الاهتمام بالخصوصية، للطلاب واستخدام جوجل لبيانات الطلاب. [بحاجة لمصدر أفضل] انتقاد جوجل الفصول الدراسية في كثير من الأحيان يتم دمجها مع انتقاد لأجهزة كروم بوك وجي سويت. [بحاجة لمصدر]
ومن الانتقادات الأخرى الموجهة إلى قاعة دراسه جوجل، هي عدم وجود، دفتر علامات كاملة، نقص في الاختبارات، والاختبارات التلقائية (الميزة الشائعة في أنظمة إدارة التعلم )، وتحرير المهام بمجرد إصدارها.
استجابت جوجل، للمخاوف المتعلقة، بممارسات الخصوصية بالقول «تلتزم جوجل ببناء المنتجات، التي تساعد، على حماية، خصوصية، الطلاب، والمدرسين وتوفر أفضل أمان لمؤسستك».

## روابط خارجية
- الموقع الرسمي
- Classroom: إدارة التدريس والتعلم | Google for Education